# Seznam vlajek závislých území
Toto je seznam vlajek závislých území a teritorií. Za závislá území se označují různá území světa, která nejsou samostatnými státy a existují důvody, proč je nezahrnovat do statistik společně se zemí, která je spravuje.

## Vlajky závislých území
Toto je seznam vlajek 51 území dle seznamu závislých území. Vlajky se většinou užívají ve spojení s vlajkou mateřského státu.
| Vlajka | Závislé území / Mateřský stát / Článek o vlajce                                                                    | Poznámky |
| ------ | --- | --- |
|        | Alandy Finsko Vlajka Aland                                                                                         | Autonomní provincie Finska, ve které se mluví švédsky                                                                                        |
|        | Americká Samoa Spojené státy americké Vlajka Americké Samoy                                                        | Nezačleněné území Spojených států amerických                                                                                                 |
|        | Americké Panenské ostrovy Spojené státy americké Vlajka Amerických Panenských ostrovů                              | Nezačleněné území Spojených států amerických                                                                                                 |
|        | Anguilla Spojené království Anguillská vlajka                                                                      | Zámořské území Spojeného království |
|        | Aruba Nizozemsko Arubská vlajka                                                                                    | Jedna z konstitučních zemí Nizozemského království                                                                                           |
|        | Bermudy Spojené království Bermudská vlajka                                                                        | Zámořské území Spojeného království |
|        | Bouvetův ostrov Norsko Užívá se norská vlajka                                                                      | Neobydlené norské zámořské teritorium |
|        | Britské indickooceánské území Spojené království Vlajka Britského indickooceánského území                          | Zámořské území Spojeného království |
|        | Britské Panenské ostrovy Spojené království Vlajka Britských Panenských ostrovů                                    | Zámořské území Spojeného království |
|        | Cookovy ostrovy Nový Zéland Vlajka Cookových ostrovů                                                               | Svrchovaný stát a samosprávné území Nového Zélandu                                                                                           |
|        | Curaçao Nizozemsko Vlajka Curaçaa                                                                                  | Jedna z konstitučních zemí Nizozemského království                                                                                           |
|        | Faerské ostrovy Dánsko Faerská vlajka                                                                              | Autonomní součást Dánska |
|        | Falklandy Spojené království Falklandská vlajka                                                                    | Zámořské území Spojeného království |
|        | Francouzská Guyana Francie Vlajka Francouzské Guyany                                                               | Francouzský zámořský region, zámořský departement a zámořské území Evropské unie – existuje i neoficiální vlajka                             |
|        | Francouzská jižní a antarktická území Francie Vlajka Francouzských jižních a antarktických území                   | Francouzské zámořské teritorium a přidružené území Evropské unie                                                                             |
|        | Francouzská Polynésie Francie Vlajka Francouzské Polynésie                                                         | Francouzské zámořské společenství, součást Evropské unie                                                                                     |
|        | Gibraltar Spojené království Gibraltarská vlajka                                                                   | Zámořské území Spojeného království |
|        | Grónsko Dánsko Grónská vlajka                                                                                      | Autonomní součást Dánska |
|        | Guadeloupe Francie Guadeloupská vlajka                                                                             | Francouzský zámořský region, zámořský departement a zámořské území Evropské unie                                                             |
|        | Guam Spojené státy americké Guamská vlajka                                                                         | Nezačleněné území Spojených států amerických                                                                                                 |
|        | Guernsey Spojené království Vlajka Guernsey                                                                        | Britské korunní závislé území |
|        | Heardův ostrov a McDonaldovy ostrovy Austrálie Užívá se australská vlajka                                          | Území spravované Austrálií |
|        | Hongkong Čína Hongkongská vlajka                                                                                   | Zvláštní administrativní oblasti v Číně |
|        | Jersey Spojené království Vlajka Jersey                                                                            | Britské korunní závislé území |
|        | Jižní Georgie a Jižní Sandwichovy ostrovy Spojené království Vlajka Jižní Georgie a Jižních Sandwichových ostrovů  | Neobydlené zámořské území Spojeného království                                                                                               |
|        | Kajmanské ostrovy Spojené království Vlajka Kajmanských ostrovů                                                    | Zámořské území Spojeného království |
|        | Karibské Nizozemsko Nizozemsko Vlajka Karibského Nizozemska                                                        | Nizozemský zvláštní správní obvod, jednotlivé ostrovy užívají vlastní vlajky: Vlajka Bonairu, vlajka Saby a vlajka Svatého Eustacha          |
|        | Kokosové ostrovy Austrálie Vlajka Kokosových ostrovů                                                               | Integrální součást Austrálie |
|        | Macao Čína Vlajka Macaa                                                                                            | Zvláštní administrativní oblasti v Číně |
|        | Man Spojené království Vlajka Ostrova Man                                                                          | Britské korunní závislé území |
|        | Martinik Francie Martinická vlajka                                                                                 | Francouzský zámořský region, zámořský departement a zámořské území Evropské unie, spolu s francouzskou druhá vlajka                          |
|        | Mayotte Francie Vlajka Mayotte                                                                                     | Francouzský zámořský region, zámořský departement a zámořské území Evropské unie – existuje i neoficiální vlajka                             |
|        | Menší odlehlé ostrovy Spojených států amerických Spojené státy americké Užívá se Vlajka Spojených států amerických | Ostrovy až na Palmyru mají status nezačleněného území Spojených států amerických, atol Palmyra je začleněné území Spojených států amerických |
|        | Montserrat Spojené království Vlajka Montserratu                                                                   | Zámořské území Spojeného království |
|        | Niue Nový Zéland Vlajka Niue                                                                                       | Nezávislý stát přidružený k Novému Zélandu                                                                                                   |
|        | Norfolk Austrálie Vlajka Norfolku                                                                                  | Samosprávné přidružené území Austrálie |
|        | Nová Kaledonie Francie Vlajka Nové Kaledonie                                                                       | Zvláštní francouzské zámořské území – společenství sui generis, spolu s francouzskou druhá vlajka                                            |
|        | Pitcairnovy ostrovy Spojené království Vlajka Pitcairnových ostrovů                                                | Zámořské území Spojeného království |
|        | Portoriko Spojené státy americké Portorická vlajka                                                                 | Nezačleněné území Spojených států amerických                                                                                                 |
|        | Réunion Francie Réunionská vlajka                                                                                  | Francouzský zámořský region, zámořský departement a zámořské území Evropské unie – existuje i neoficiální vlajka                             |
|        | Saint Pierre a Miquelon Francie Vlajka Saint Pierru a Miquelonu                                                    | Francouzské zámořské společenství a zámořské území Evropské unie – existuje i neoficiální vlajka                                             |
|        | Severní Mariany Spojené státy americké Severomarianská vlajka                                                      | Nezačleněné území Spojených států amerických                                                                                                 |
|        | Svatá Helena, Ascension a Tristan da Cunha Spojené království Vlajka Svaté Heleny, Ascensionu a Tristanu da Cunha  | Zámořské území Spojeného království |
|        | Svatý Bartoloměj Francie Vlajka Svatého Bartoloměje                                                                | Francouzské zámořské společenství, součást Evropské unie – existuje i neoficiální vlajka                                                     |
|        | Svatý Martin (francouzská část) Francie Vlajka Svatého Martina (Francie)                                           | Francouzské zámořské společenství, součást Evropské unie                                                                                     |
|        | Svatý Martin (nizozemská část) Nizozemsko Vlajka Svatého Martina (Nizozemské království)                           | Součást Nizozemska |
|        | Špicberky a Jan Mayen Norsko Užívá se norská vlajka                                                                | Jan Mayen je norské území, Špicberky jsou Norskem spravovány                                                                                 |
|        | Tokelau Nový Zéland Vlajka Tokelau                                                                                 | Kolonie Nového Zélandu |
|        | Turks a Caicos Spojené království Vlajka Turks a Caicos                                                            | Zámořské území Spojeného království |
|        | Vánoční ostrov Austrálie Vlajka Vánočního ostrova                                                                  | Zámořské území Austrálie |
|        | Wallis a Futuna Francie Vlajka Wallisu a Futuny                                                                    | Francouzské zámořské společenství, součást Evropské unie – existuje i neoficiální vlajka                                                     |

## Vlajky dalších území
Toto je seznam vlajek území která dle tohoto seznamu nepatří mezi závislá území. Uvedeny pouze oficiální vlajky, odlišné od mateřského státu:
| Vlajka | Území / Mateřský stát / Článek o vlajce               | Poznámky                                                           |
| ------ | ----------------------------------------------------- | ------------------------------------------------------------------ |
|        | Azory Portugalsko Azorská vlajka                      | Portugalské zámořské autonomní území, zámořské území Evropské unie |
|        | Baleáry Španělsko Vlajka Baleár                       | Španělské autonomní společenství                                   |
|        | Ceuta Španělsko Vlajka Ceuty                          | Španělské autonomní město                                          |
|        | Kanárské ostrovy Španělsko Vlajka Kanárských ostrovů  | Španělské autonomní společenství, zámořské území Evropské unie     |
|        | Madeira Portugalsko Vlajka Madeiry                    | Portugalské zámořské autonomní území, zámořské území Evropské unie |
|        | Melilla Španělsko Vlajka Melilly                      | Španělské autonomní město                                          |
|        | Velikonoční ostrov Chile Vlajka Velikonočního ostrova | Součást Chile                                                      |

## Vlajky antarktických území
Na antarktická území jsou dle Smlouvy o Antarktidě pozastaveny veškeré nároky suverénních států (viz Územní nároky na Antarktidu).
| Vlajka | Území / Mateřský stát                                             | Poznámky                                                  |
| ------ | ----------------------------------------------------------------- | --------------------------------------------------------- |
|        | Argentinská Antarktida Argentina                                  |                                                           |
|        | Australské antarktické území Austrálie Užívá se australská vlajka |                                                           |
|        | Britské antarktické území Spojené království                      | Zámořské území Spojeného království                       |
|        | Chilské antarktické území Chile                                   | Součást chilského regionu Magallanes a Chilská Antarktida |
|        | Ostrov Petra I. Norsko Užívá se norská vlajka                     |                                                           |
|        | Rossova dependence Nový Zéland                                    |                                                           |
|        | Země královny Maud Norsko Užívá se norská vlajka                  |                                                           |